# Лунский, Николай Севастьянович
Николай Севастьянович Лунский (1866—1956) — советский математик, профессор; представитель московской школы бухгалтерского учёта.

## Биография
Родился в Одессе в 1867 году.
Преподавал в Одесском коммерческом училище и в Классах торгового мореплавания в Одессе. Напечатал ряд учебных пособий: «Вычисление процентов, интересов и дисконта» (Одесса: тип. Е. И. Фесенко, 1895. — 56 с.); «Курсовые вычисления» (Одесса: тип. Е. И. Фесенко, 1895. — 58 с.); «Монетные вычисления» (Одесса: тип. Е. И. Фесенко, 1895. — 72 с.); «Политическая арифметика. Краткий элементарный курс долгосрочных, финансовых операций» (Одесса: тип. Е. И. Фесенко, 1898. — 64 с.: табл.); «Введение в коммерческую арифметику: Цепное правило. Правило смещения: Сокращ. способы вычисления суммы, разности, произведения и частного» (Одесса: тип. Е. И. Фесенко, 1896. — 82 с.: черт.); «Товарные вычисления» (Одесса: тип. Е. И. Фесенко, 1896. — 105, [2] с.); «Сборник задач по коммерческой арифметике» (Одесса: тип. Е. И. Фесенко, 1898. — 148 с.); «Пособие для изучения торговой практики» (Одесса: тип. Г. М. Левинсона, 1900. — 296, XXXVI, [1] с.).
Его первая работа по бухгалтерии «Учебник коммерции» (Вып. 1-2) была издана в 1900—1901 годах в одесской типографии Г. М. Левинсона. Спустя пять лет, в той же типографии была напечатана первая часть следующей работы Лунского «Счетоводство общее и коммерческое». В мае 1909 года он издал небольшую брошюру (16 страниц) — «Дополнение к учебнику Н. С. Лунского «Счетоводство общее и коммерческое», где впервые в своих работах ввёл классификацию счетов по их отношению к балансу. С 1907 года он был преподавателем Московского коммерческого института и в том же 1909 году выпустил дополнение к своему учебнику в качестве экзаменационного пособия для студентов.
Хотя он и был заведующим кафедрой бухгалтерского учёта, но специализировался не на бухгалтерии, а на коммерческих вычислениях, по вопросам которых издал гораздо большее число учебных пособий. Он значительно обогатил и систематизировал разделы, охватываемые политической арифметикой, и разработал университетский курс «Высшие финансовые вычисления». Обосновывая его значимость, он писал, что в высших учебных заведениях Западной Европы этот предмет (в Германии и Англии он назывался «политическая арифметика») «обязательно изучают и этому предмету дается тем большее развитие, чем выше уровень школы в научном отношении». Этот курс он читал для банковой, страховой и педагогической групп коммерческо-финансового цикла на экономическом отделении Московского коммерческого института и в 1912 году издал «Лекции по высшим финансовым вычислениям, читанные на Экономическом отделении Московского коммерческого института» (Ч. 1-3, Москва: т-во «Печатня С. П. Яковлева»). В 1909—1914 годах Н. С. Лунский преподавал также в Московском коммерческом училище имени цесаревича Алексея. В 1913 году издал книгу: Биржевые вычисления. — Москва: тип. Г. Лисснера и Д. Собко, 1913. — 51 с., 19 ил.
Н. С. Лунскому также принадлежит авторство книги: «Под знаком Меркурия: К характеристике литературных нравов» (М.: тип. Г. Ламберт, 1917. — 36 с.).
В 1923—1925 годах Н. С. Лунский был профессором факультета общественных наук МГУ; в 1925—1928 годах — профессором кафедры науки о финансах факультета советского права. Им были составлены учебники: Курс коммерческой арифметики… — Москва; Ленинград : Гос. изд-во, 1927. — 264 с.: черт. — (Руководства и пособия для техникумов и втузов).
Н. С. Лунский возглавлял московскую школу бухгалтеров. Он является автором балансовой теории, широко признанной и распространенной в России и популярной за рубежом. Он представлял «генеральный баланс» как таблицу, разделённую на две части, где сопоставляются имущественные средства предприятия с их источниками. В его представлении, баланс выступает как отражение не только экономического, но и юридического положения организации. Лунский указывал, что чистый капитал — это счётная величина, полученная путем вычитания из общей суммы актива общей суммы долгов, имеющихся на предприятии. Капитал дает представление о той сумме имущества, которая не обременена долгами. Лунский подчёркивал, что если в пассиве баланса выделить две составные части — капитал и обязательства, то можно говорить об узком (долги) и широком (совокупность собственных и заемных источников) смысле понятия «пассив». Лунский ввёл несколько классификаций бухгалтерских счетов, и эти классификации были большим достижением для теории учёта.
Труды Н. С. Лунского неоднократно переиздавалась: «Краткий учебник коммерческой бухгалтерии» (3-е изд., знач. доп. — Москва: тип. Г. Лисснера и Д. Совко, 1913. — 316 с.); «Коммерческая арифметика» (8-е изд., испр. и доп. — Одесса: Издание книжного магазина Е. П. Распопова, 1916. — 283, [1] с.: ил., табл.); «Сборник задач по коммерческой арифметике» (6-е изд., испр. и знач. доп. — Москва: тип. Г. Лисснера и Д. Собко, 1916. — 176 с.);  «Коммерцiя» (7-е изд., испр. — Одесса: Е. П. Распопов, 1917. — 302 с.); «Коммерческие вычисления» (4-е изд. — Москва: Экономическая жизнь, 1926. — 127 с.)
В 1924 и 1926 гг. двумя изданиями был издан перевод книги И. Шера «Бухгалтерия и баланс». Редактором перевода и автором примечаний к ним был Н. С. Лунский. Примечания Лунского были настолько обстоятельны (43 страницы) и глубоки, что, фактически, являлись научным комментарием.
Н. С. Лунский, вместе с Г. А. Бахчисарайцевым (1875—1926) и Ф. И, Бельмером (1873—1945)), был наиболее выдающимся представителем московской школы бухгалтерского учёта. Они исходили из утверждения, что баланс задаёт систему счетов. В противоположность им, представители петербургской школы бухгалтерского учёта — Е. Е. Сиверс (1852—1917), А. И. Гуляев (1877—?), Н. Ф. Дитмар — считали, что баланс является следствием системы счетов. Сравнение позиций этих школ А. И. Гуляев сделал в сборнике: Наша высшая школа счетоводства. Учение Е. Е. Сиверса и Н. С. Лунского / А. И. Гуляев, преп. Имп. Моск. техн. уч-ща. — Москва; Рига: К. Г. Зихман, Рижск. типо-лит. Мишке и Юрьян в Москве, 1916. — 67 с. — (Проблемы науки и жизни; Вып. 2).
В 1928 году в журнале «Счетоводство» (№ 3) была опубликована статья Н. С. Лунского, которая стала для него последней: вскоре он заболел расстройством психики и его литературная и научная деятельность прекратилась. Умер он в 1956 году.